# Wroxton
Wroxton is een civil parish in het bestuurlijke gebied Cherwell, in het Engelse graafschap Oxfordshire met 546 inwoners.